# Lepidechidna
Lepidechidna är ett släkte av fjärilar. Lepidechidna ingår i familjen praktmalar, Oecophoridae.
Kladogram enligt Catalogue of Life:
| Lepidechidna | \| \| Lepidechidna acharnias \| \| \| \| \| \| Lepidechidna cynarivora \| \| \| \| |
|              | \| \| Lepidechidna acharnias \| \| \| \| \| \| Lepidechidna cynarivora \| \| \| \| |
|              | Lepidechidna acharnias                                                             |
|              |                                                                                    |
|              | Lepidechidna cynarivora                                                            |
|              |                                                                                    |